# ابوموسی اشعری
ابوموسی عبدالله بن قیس اشعری ملقب به ابن قیس، یکی از صحابه محمد و فرماندهی نظامی بود که در سال ۶۱۴ میلادی متولد شد. او در سال ۶۸۵ میلادی به عبدالله بن مطیع حاکم زبیری کوفه که فرار کرده بود، پناه داد. برخی از افراد وی را با استناد به دلایلی منافق می‌دانند.

## دوران محمد (ص) و خلافت ابوبکر
ابوموسی به همراه برادران و مردان قبیله‌اش (اشعر) محل زندگی خود را که حوالی دریای یمن بود ترک گفت و در زمان جنگ خیبر (۷ هجری/۶۲۸ میلادی) با محمد بیعت نمود؛ بنابراین برخی روایات که وی را در زمره گروهی قرار می‌دهند که به حبشه مهاجرت نمود، نمی‌تواند صحیح باشد. وی در سال ۸ هجری/۶۳۰ میلادی در جنگ حنین شرکت جست و در سال ۱۰ هجری/۲–۶۳۱ میلادی، به همراه معاذ بن جبل به عنوان نماینده محمد به یمن رفت تا مردم آن دیار را به اسلام فرا بخواند. ابوبکر نیز مأموریت دقیقاً مشابهی به وی داد.

## نسب
اصل او از طایفه اشعر از قبایل یمنی است که خود بخشی از قبیله قحطان به‌شمار می‌رفت. مادرش ظبیه که عدنانی بود بعدها اسلام آورد و در مدینه از دنیا رفت.

## دوران خلافت عمر
در سال ۱۷ هجری/۶۳۸ میلادی، عمر پس از آنکه مغیره بن شعبه را از ریاست بصره عزل نمود، ابوموسی را به جای وی گمارد. در سال ۲۲ هجری/۳–۶۴۲ میلادی، بنا به درخواست مردم کوفه، عمر وی را والی آنجا نمود. اما چند ماه طول نکشید که دوباره عمر وی را از آنجا برداشت و مغیره بن شعبه را جانشینش کرد و خود ابوموسی را دوباره بر بصره گماشت.
ابوموسی هنگامی که والی بصره بود، توانست خوزستان را در سالهای ۲۱–۱۷ هجری/۴۲–۶۳۸ میلادی فتح کند. مرکز آنجا، شهر اهواز (سوق اهواز) در سال ۱۷ هجری/۶۳۸ میلادی، به دست وی افتاد. اما فتح خوزستان به دلیل مقاومت شهرهای آن، با سختی میسر گردید و در سال ۲۱ هجری/۶۴۲ میلادی پس از اینکه مرکز دوم خوزستان به نام شوشتر، سقوط کرد، برخی شهرهای آنجا مجبور به فتح دوباره شدند. در سال ۲۰–۱۸ هجری/۴۱–۶۳۹ میلادی، لشکر وی به اتفاق لشکریان عیاض بن غنم، توانستند بین‌النهرین را فتح کنند. وی همچنین در لشکرکشی به فلات ایران و در جنگ نهاوند حضور داشت و آنجا شهرهای متعددی را فتح کرد.
در سال ۲۳ هجری/۴–۶۲۳ میلادی، گروهی از کردان در منطقه بیروذ اهواز جمع شده و سپاهیان زیادی از مردمان منطقه را جمع کرده و علیه ابوموسی شورش کردند. ابوموسی آنجا را که باقی‌مانده کردان در آنجا پناه گرفته بودند را محاصره کرد و سرانجام شورش را خوابانید. در هنگام تقسیم غنایم این جنگ، شکایتی از ابوموسی به عمر شد که مبنی بر تقسیم ناعادلانه غنایم از سوی ابوموسی بود. در همین سال، ابوموسی به سمت فارس نیز لشکر کشید و به سپاهیان عثمان بن ابی العاص، در فتح آنجا یاری رساند. عثمان پیشتر، بحرین و عمان را نیز فتح کرده بود.

## دوران خلافت عثمان
در سال ۲۶ هجری/۷–۶۴۶ از وی شکایاتی شد و برخی از سپاهیانش از وی نافرمانی کردند (برخی منابع نافرمانی سپاهیان را در سال ۲۹ هجری می‌دانند که دانشنامه اسلام، سال ۲۶ را درست می‌داند). جدی‌ترین شکایت از وی در سال ۲۹ هجری/۵۰–۶۴۹ میلادی صورت گرفت که گروهی از بصره وی را متهم به سوء استفاده از اموال کرده و به شکایت نزد عثمان آمدند. عثمان وی را عزل و به جایش عبدالله بن عامر را بر بصره گماشت. با این وجود، مردم کوفه بسیار به ابوموسی احترام می‌گذاشتند و در سال ۳۴ هجری/۵–۶۵۴ میلادی، هنگامی که سعید بن عاص والی کوفه را از آنجا بیرون کردند، خواستار امارت ابوموسی بودند و عثمان وی را والی آنجا کرد و تا هنگام کشته شدن عثمان، ابوموسی والی آنجا بود.

## دوران خلافت علی ابن ابی طالب
ابو موسی اشعری همواره در خط مخالفان علی حرکت می‌کرد در آغاز حکومت علی به روشنی نمایانگر نارضایتی وی از بیعت مردم با علی است. پس از کشته شدن عثمان و بیعت مهاجر و انصار مدینه با علی در بیست و پنجم ذی‌الحجه، سال ۳۵ هجری، کوفیان نزد ابوموسی که در این هنگام والی کوفه بود، رفتند و از او پرسیدند که چرا با علی بیعت نمی‌کند و مردمان را به بیعت او نمی‌خواند؟ حال آن که مهاجر و انصار، همه با او بیعت کرده‌اند؟
ابوموسی گفت: در این معنی توقف می‌کنم و می‌نگرم تا بعد از این چه شود؟
هاشم بن عتبه بن ابی وقاص به او گفت: مهاجر و انصار و خاص و عام با علی بیعت کرده‌اند. می‌ترسی اگر با علی بیعت کنی، عثمان از آن جهان باز آید؟
پس چون هاشم بن عتبه با امام بیعت کرد، ابوموسی که دیگر بهانه‌ای نداشت به ناچار با امام بیعت کرد.
این در حالی بود که علی با وجود برکناری کارگزاران عثمان و واگذاری مناصب به افراد شایسته و پرهیزکار، ابوموسی اشعری را بر خلاف میل باطنی خود به پیشنهاد مالک اشتر بر سمت خود باقی گذاشته بود.در نبرد جمل هنگامی که علی، به قصد مقابله با فتنه در توقفگاه ذی قار در نزدیکی کوفه، محمد بن جعفر و محمد بن ابی بکر را برای جمع آوری نیرو به کوفه فرستاده بود، ابوموسی با این سخن که جنگ دنیا طلبی و راه آخرت در گرو خانه نشینی است و هنوز بیعت عثمان در گردن ماست و تا کشندگان عثمان مجازات نشده‌اند، با کسی نخواهیم جنگید از تجهیز سپاه جلوگیری و حتی پیک علی را به زندان و قتل تهدید کرد
و به گفته برخی منابع دیگر ابوموسی با علی بیعت نمود و با وجود اینکه با روی کار آمدن علی، اکثر حاکمان گمارده شده از سوی عثمان، عزل شدند، در مقامش ابقا شد. اما وقتی که جنگ بین طلحه و زبیر و عایشه با علی بالا گرفت، ابوموسی موضعی بی‌طرف اتخاذ کرد و با وجود تحت فشار گذاشتنش، از تصمیمش منصرف نشد. حامیان علی وی را از کوفه بیرون کردند و علی نامه‌ای شدیداللحن به وی نوشت و عزلش کرد. اما چند ماه بعد، علی، به وی امان داد.
در سال ۳۷ هجری/۶۵۷ میلادی و در جنگ صفین، کوفیان علی را مجبور کردند که ابوموسی را حَکَم اهالی عراق کند و وی را به اذرح بفرستد. چون وی را در نزاع بین علی و معاویه بی‌طرف می‌دانستند و گمان می‌کردند که این انتخاب، به نفع آنان خواهد بود. بعد از واقعه حکمیت، ابوموسی به مکه رفت. در سال ۴۰ هجری/۶۶۰ میلادی، بُسر بن ابی ارطاة فرماندهی از سپاه معاویه، مکه و مدینه را تصرف کرد و ابوموسی به علت اینکه پیشتر در اذرح، با خلافت معاویه مخالفت کرده بود، از جان خود بیم داشت. اما بسر به وی امان داد.
پس از این دوران، ابوموسی دیگر در سیاست دخالت نداشت و این مهم از نامشخص بودن تاریخ دقیق مرگ وی هویدا است. در منابع به سالهای ۴۱٬۴۲٬۵۰٬۵۲٬۵۳ اشاره شده که از همه درستتر سال ۴۲ هجری است.

## ابوموسی و قرآن
ابوموسی بسیار در امر نماز و خواندن قرآن مقید بود و صوت خوبی داشت. ابوموسی مصحف قرآنی نیز دارد که گفته می‌شود که عمری بیشتر از مصحف جمع شده در زمان عثمان دارد.